# Dennenburg
Dennenburg est un petit village néerlandais de la commune d'Oss dans la province du Brabant-Septentrional. Pour les statistiques, Dennenburg et Deursen sont considérés être une seule localité qui a 639 habitants en 2005, dont environ 300 en Dennenburg.

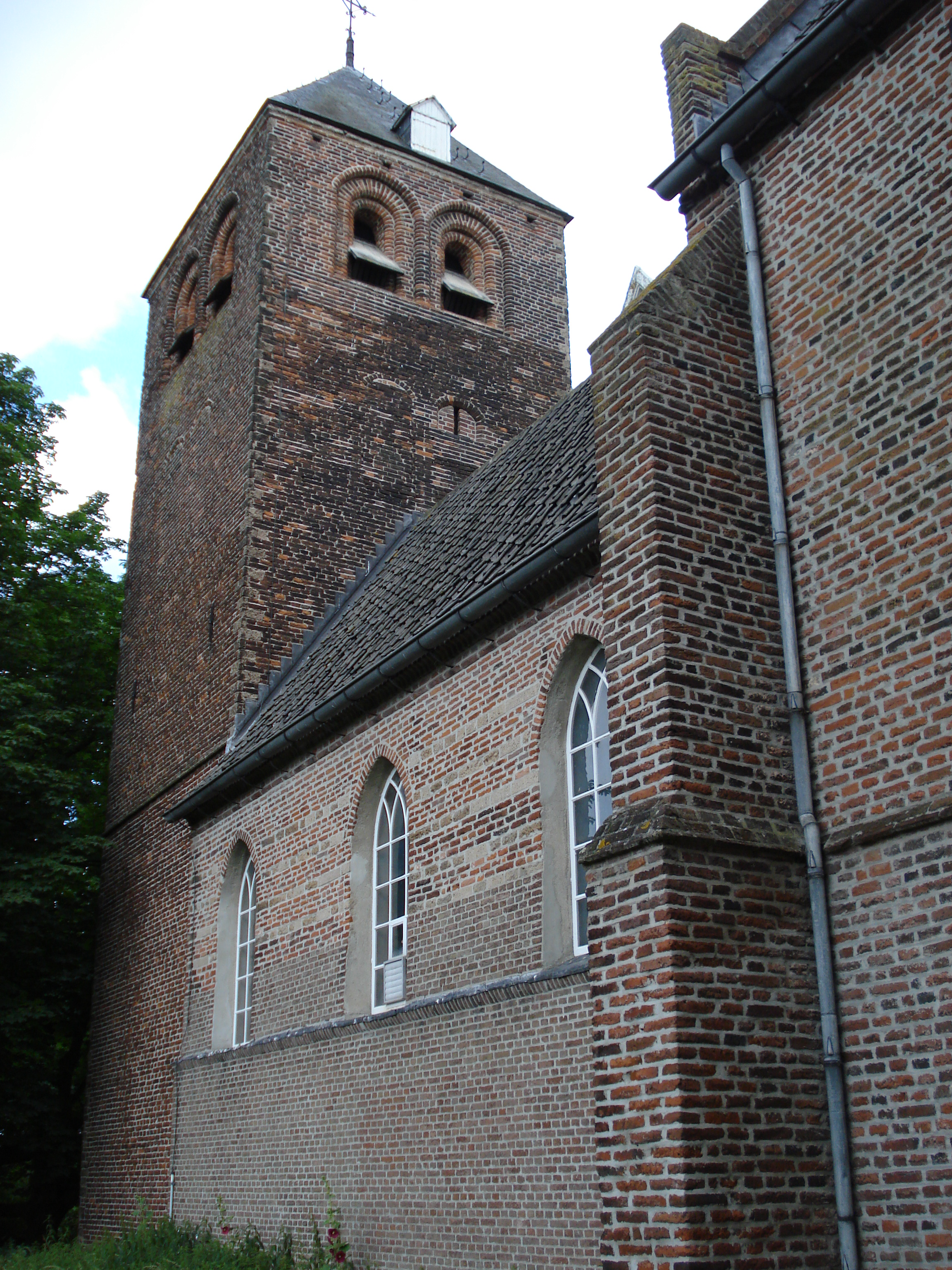
Dennenburg, l'ancienne église.

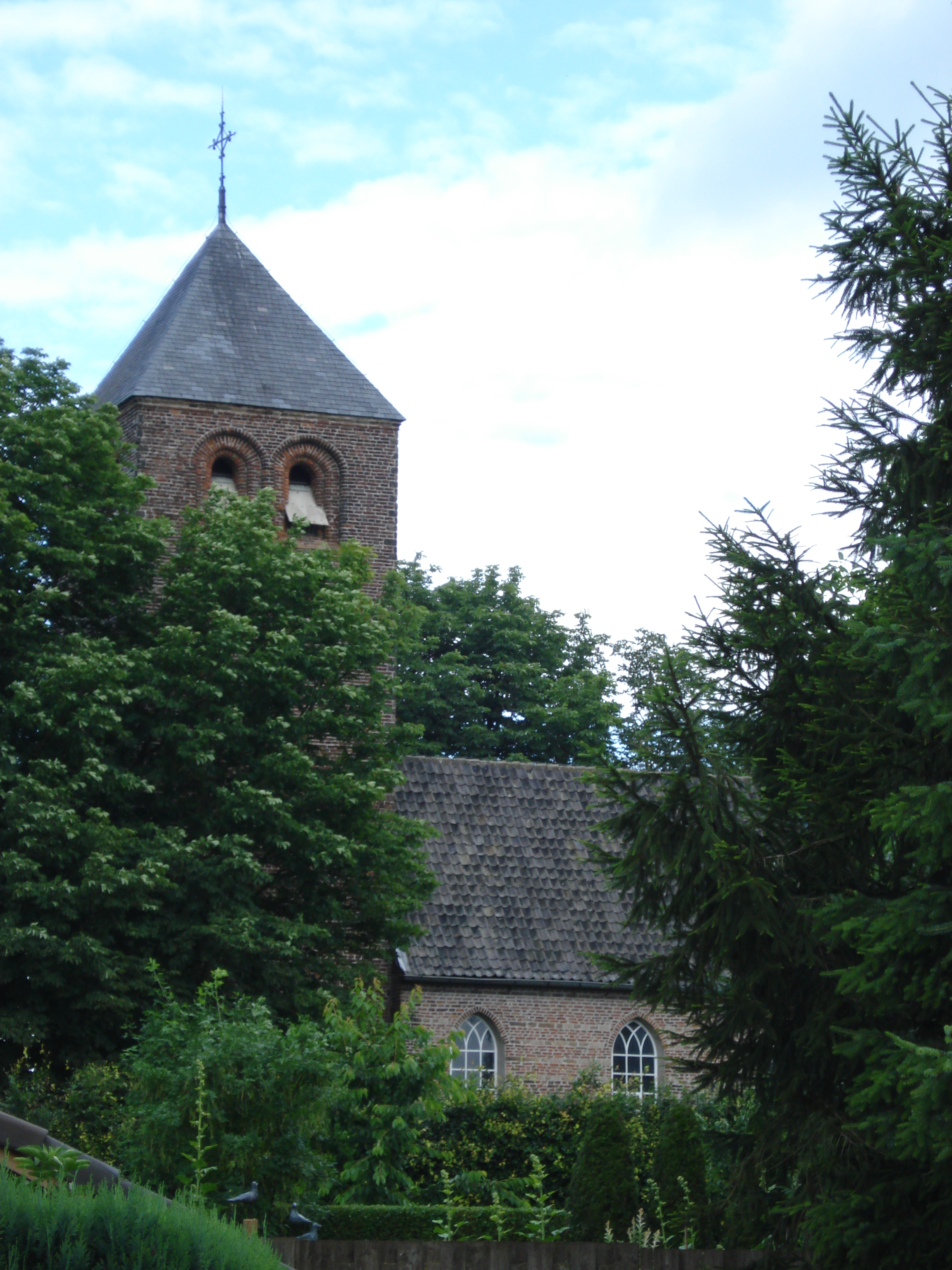
Dennenburg, l'église désaffectée.

## Le nom
Le nom de Dennenburg vient de Den ou Dere ce qui peut signifier arbre. Des textes de l'abbaye de Berne du début du XIIIe siècle mentionnent Derenburhc et Dorenburg : habitation entre les arbres.

## Le site
Des fouilles archéologiques démontrent que Dennenburg était déjà habité du temps des Romains. Autrefois la vallée de la Meuse était couverte de forêts de rives, mais dès l'époque romaine on a fait beaucoup de défrichements. Par ces défrichements, les inondations par les crues de la Meuse ont eu davantage de force dévastatrice, changeant les paysages à travers les siècles. Dennenburg a de tout temps dû subir des fréquentes inondations. Ceci a obligé les habitants de rehausser plusieurs fois leur lieu d'habitation, qui s'est rétréci jusqu'à n'occuper au XXe siècle qu'un tertre artificiel entre la Meuse et la traverse du Déversoir de Beers.

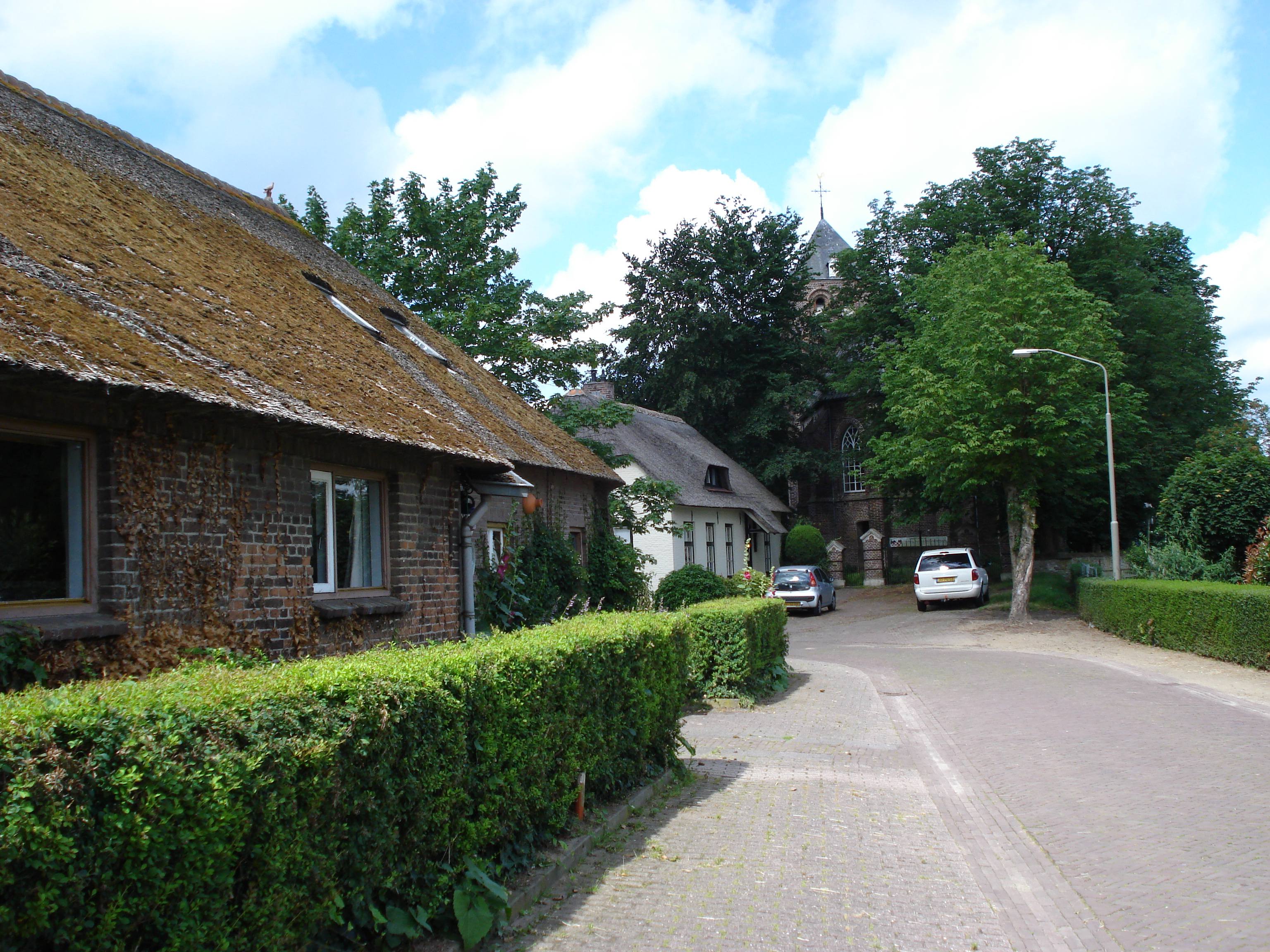
Dennenburg, fermes avec au fond l'église.

## L'histoire
Dennenburg était une très ancienne seigneurie, mais fin XIIIe siècle il perd ce statut et devient une localité de la seigneurie de Langel, appartenant au Pays de Ravenstein.
En 1700, le village s'associe avec Deursen, formant l'ancienne commune Deursen en Dennenburg ou Deursen c.a., qui a existé jusqu'en 1923, date de l'annexion par l'ancienne commune de Ravenstein. Fait exceptionnel, Ravenstein a choisi de s'attacher librement en 2003 à la commune d'Oss.

## La paroisse

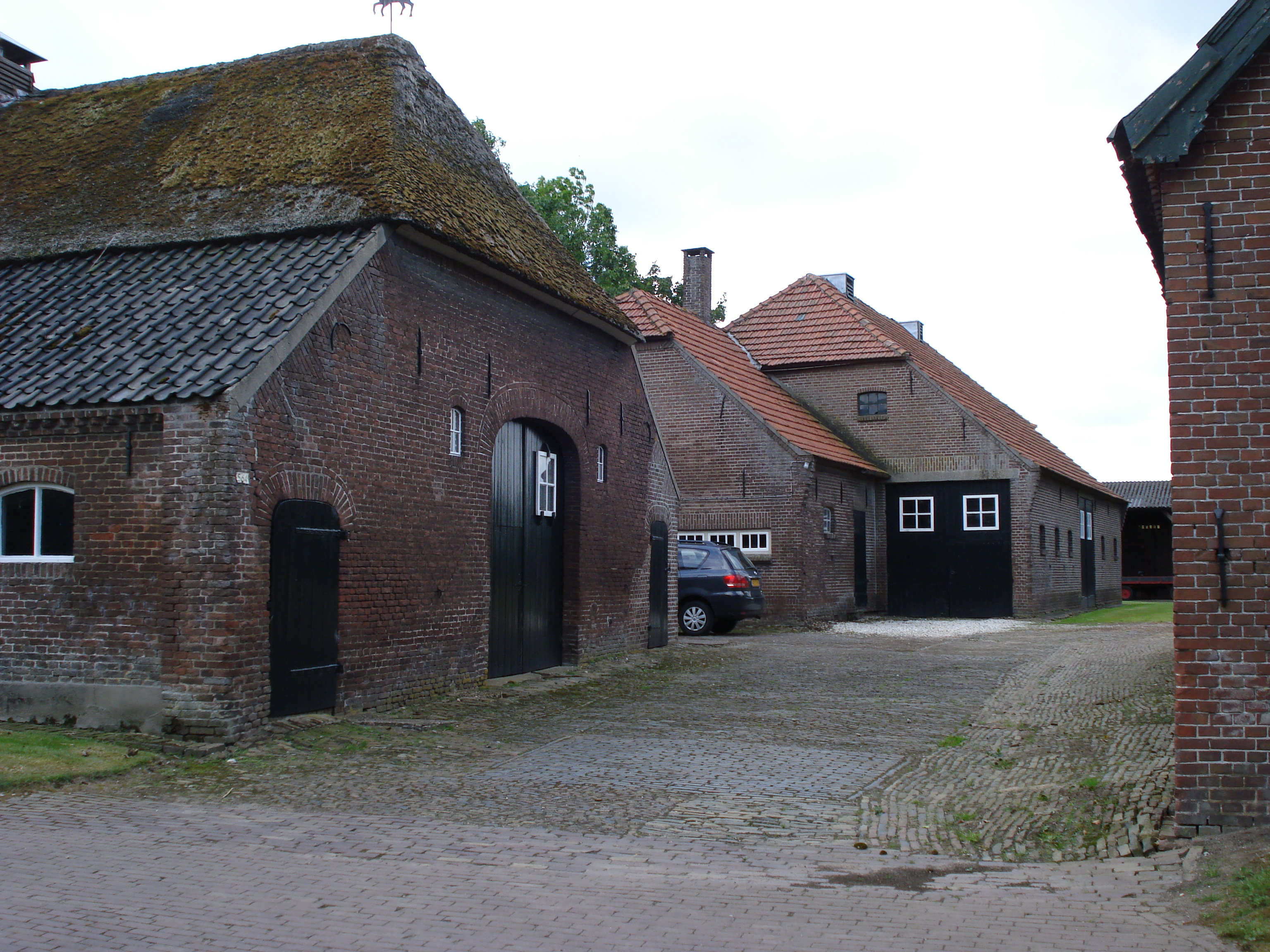
Dennenburg, bâtiments d'une ferme.

Dennenburg possède déjà une église Saint-Michel au XIe siècle, remaniée au XIIIe et agrandie avec une tour, qui plus tard a été partiellement démantelée. Un document de l'évêché de Liège de 1556 mentionne les autels de Saint Antoine et de Saint Sébastien.
L'église Saint-Michel a été désaffectée en 1940 et sert actuellement comme atelier de poterie.
Pendant le pèlerinage de Saint Roch à Deursen, on allait en procession de Deursen à Dennenburg, où on a aménagé un Parc de Procession, qui existe toujours.